# Лайош Юхас
 Лайош Юхас  (угор. Juhász Lajos, нар. 12 лютого 1906, Будапешт — пом.17 жовтня 1981, — угорський футболіст, що грав на позиції воротаря. 

## Кар'єра
В 1930 році став чемпіоном Угорщини у складі клубу «Уйпешт», зіграівши в одному матчі першості. Закріпитися в команді не зумів, адже був лише третім воротарем після Яноша Акнаї і Реже Губера. У подальшому грав за команду «Фобус» із Будапешта, з якою у 1933 році завоював путівку у вищий угорський дивізіон. 29 квітня 1934 року, будучи гравцем «Фобуса», зіграв у складі збірної Угорщини у матчі відбіркового турніру до чемпіонату світу 1934 року проти Болгарії. Вийшов на заміну за рахунку 3:1 на користь Угорщини, а загалом матч завершився з рахунком 4:1.  Втім, у заявку збірної на участь у фінальній частині світової першості Юхас не портапив. 

## Досягнення
- Чемпіон Угорщини: 1929–30.

### Статистика виступів за збірну
| Дата       | Місто    | Господарі | Результат | Гості    | Турнір            | Голи | Примітки |
| ---------- | -------- | --------- | --------- | -------- | ----------------- | ---- | -------- |
| 29/04/1934 | Будапешт | Угорщина  | 4 – 1     | Болгарія | Відбір до ЧС 1934 | -    |          |
| Усього     |          | Матчів    | 1         |          | Голів             | 0    |          |